# Georges Putmans
Georges Putmans (29 de maig de 1914 - 12 de novembre de 1989) fou un futbolista belga.

## Selecció de Bèlgica
Va formar part de l'equip belga a la Copa del Món de 1934 però no hi disputà cap partit.